# Ursula Wirz
Ursula Wirz (* 29. Mai 1929 in Bern; † 27. Juni 2007 ebenda) war eine Schweizer Unternehmerin und langjährige Verwaltungsratspräsidentin der Maschinenfabrik Wifag. Sie führte das Unternehmen durch Phasen technologischen Wandels, wirtschaftlicher Unsicherheit und struktureller Krise. Als eine der ersten Frauen an der Spitze eines Schweizer Industrieunternehmens galt sie als analytisch denkende Strategin, die in einer von Männern dominierten Branche konsequent und sachlich agierte.

## Leben
Ursula Wirz wurde als Tochter des Wifag-Inhabers Otto Wirz (1890–1976) und Martha Wirz-Oeler geboren. Sie studierte Rechtswissenschaften an der Universität Bern und promovierte mit einer Arbeit zur Vereinheitlichung des Aktienkapitals. Nach einem kurzen Engagement im väterlichen Notariat trat sie 1955 in die Maschinenfabrik Wifag ein, wo sie zunächst juristische Aufgaben übernahm, insbesondere im Bereich des Vertrags- und Arbeitsrechts.

## Aufstieg bei der Wifag
Bereits in den 1960er Jahren wurde Wirz in die operative Leitung der Wifag eingebunden. 1961 wurde sie zur Vizedirektorin ernannt, 1963 trat sie in die Geschäftsleitung ein. Nach dem Tod ihres Vaters 1976 übernahm sie schrittweise die strategische Führung des Unternehmens. Sie wurde 1987 zur Direktionspräsidentin und 1989 zur Verwaltungsratspräsidentin gewählt. Damit vereinte sie während fast zwei Jahrzehnten die unternehmerische und die oberste strategische Verantwortung in Personalunion – ein Novum für eine Frau in einem Schweizer Industriebetrieb dieser Grösse.

## Trennung von Graphicart und Vertriebsumbau
Ein zentrales Element der Ära Wirz war die strategische Neuausrichtung des Verkaufs. Die langjährige Vertriebspartnerschaft mit der Firma Graphicart erwies sich zunehmend als ineffizient. Ursula Wirz forcierte ab 1973 den Aufbau eines firmeneigenen Vertriebsnetzes. Diese Entscheidung stärkte die unternehmerische Unabhängigkeit der Wifag erheblich und markierte einen Richtungswechsel in der Kundenbeziehungspolitik.

## Technologische Spezialisierung auf Zeitungsdruck
Ursula Wirz galt als treibende Kraft hinter zahlreichen technologischen Neuerungen. Unter ihrer Leitung konzentrierte sich die Wifag gezielt auf den Zeitungsdruck. Es entstanden Produkte wie die OF-7-Rotation oder die doppeltbreite OF 9.2, beides bedeutende Schritte für den Offsetdruck in Europa. Insbesondere die Evolution 471, die 2004 bei der Neuen Zürcher Zeitung installiert wurde, galt als weltweit führend. Sie war die erste Rotation mit integriertem Computer-to-Press-System, das den Druckplattenwechsel automatisierte. Dieser Fokus sicherte Wifag in den 1980er und 1990er Jahren eine führende Rolle im internationalen Markt für Hochleistungs-Zeitungsdruckmaschinen.

## Unternehmenskrise und Schliessung
Bereits in den 1990er Jahren zeigten sich strukturelle Probleme: Der Zeitungsmarkt stagnierte, Inserateeinnahmen sanken, und der starke Franken erschwerte den Export. Die ausländische Konkurrenz wie MAN Roland oder König & Bauer-Albert setzte auf Wachstum durch Übernahmen und interessierte sich auch für die Wifag. Wirz lehnte solche Angebote ab und setzte weiterhin auf technische Exzellenz in einer klar abgegrenzten Nische. Auch leitete sie Gegenmassnahmen ein – darunter Produktinnovation, Personalabbau und strategische Kooperationen. Dennoch geriet die Wifag zunehmend unter Druck. 2007, im Todesjahr von Ursula Wirz, war die Firma tief in eine strukturelle Krise geraten. 2009 wurde die Produktion von Zeitungsdruckmaschinen eingestellt. Rund 300 Mitarbeitende wurden entlassen, der Maschinenbau in Bern beendet.

## Persönliches
Ursula Wirz war eine der ersten Frauen in der Schweiz, die ein Industrieunternehmen dieser Grösse und Komplexität leiteten. Sie betrachtete die Wifag als Lebensaufgabe, für die sie auch auf eine eigene Familie verzichtete. Persönlich war sie bescheiden und zurückhaltend, aber hart im Verhandeln und entscheidungsfreudig. Was sie anpackte, zog sie konsequent durch. Neben der Wifag nahm sie Einsitz in verschiedenen Verwaltungsräten, unter anderem der Spar- und Leihkasse Bern und der Hasler Stiftung. Von ihren Mitarbeitern wurde sie stets liebevoll mit «Fräulein Doktor» angesprochen. In ihrer zurückhaltenden Art verschwieg sie gegenüber der Firma auch ihr Krebsleiden, dem sie am 27. Juni 2007 erlag. Ihr Wertschriftenvermögen und ihr Aktienpaket vermachte sie der Ursula Wirz-Stiftung, die nun zur Eigentümerin der Wifag wurde.